# Platja de La Palmera
La Platja de La Palmera, se situa en la parròquia de Candás, en el concejo asturià de Carreño. Forma part de la Costa Central asturiana, la qual es caracteritza per ser dels pocs trams costaners d'Astúries que no té protecció mediambiental a totes les seues platges.

## Descripció
Es tracta d'una platja en forma rectilínia que es troba a continuació de la platja de Candás, i disposa com aquesta de tota mena de serveis, afegint a la llista la presència d'una zona d'aparcament para entre 50 i 100 vehicles en els voltants de la platja.
Les millores i les obres de condicionament han fet que aquesta platja siga actualment accessible per a minusvàlids (mitjançant una rampa que permet l'accés al jaç sorrenc), disposant a més en el propi arenal de catifes palilleras de fusta i en els mesos de temporada d'estiu s'ofereix gratuïtament un servei de banys per a persones amb escassa mobilitat (anfi-bugui).